# Eristalinus
Eristalinus Rondani, 1845 è un genere di ditteri brachiceri appartenente alla famiglia Syrphidae (sottofamiglia: Eristalinae).
La maggior parte delle specie di insetti appartenenti a questa famiglia presenta una marcatura oculare molto particolare, con motivi a macchie o bande, anche se queste caratteristiche possono svanire in alcuni esemplari conservati, sono inoltre robuste e agili, anche rispetto ad altre specie di sirfidi.

## Sistematica
Un tempo i membri di questo genere erano divisi in tre cladi (Eristalinus, Eristalodes e Lathyrophthalmus) in base a caratteri morfologici come la presenza di occhi a macchie o a strisce. Recentemente Pérez-Bañon et al., studiando le specie europee di Eristalinus utilizzando una combinazione di dati molecolari e caratteri genitali maschili, hanno stabilito che il genere, almeno in Europa, si divide nettamente in due cladi: Eristalinus (+ Lathyrophthalmus) e Eristalodes. È stato inoltre scoperto che la disposizione degli occhi non è importante dal punto di vista tassonomico, in quanto Eristalodes contiene membri con occhi a macchie o a strisce.

## Tassonomia
Il seguente elenco è un tentativo di organizzare alcune delle specie sotto le voci subgeneriche:
Eristalinus
- Eristalinus riki Violovitsch, 1957
- Eristalinus sepulchralis (Linnaeus, 1758)[4]

Lathyrophthalmus
(circa 80 specie; Cosmopolite)
- Eristalinus aeneus (Scopoli, 1763)
- Eristalinus aequalis (Adams, 1905)
- Eristalinus arvorum (Fabricius, 1787)
- Eristalinus astrops Hull, 1941
- Eristalinus basalis (Shiraki, 1968)
- Eristalinus cerealis Fabricius, 1805
- Eristalinus dissimilis (Adams, 1905)
- Eristalinus dubiosus (Curran, 1939)
- Eristalinus dulcis Karsch, 1887
- Eristalinus euzonus Loew, 1858
- Eristalinus flaveolus Bigot, 1880
- Eristalinus gymnops Bezzi, 1915[5]
- Eristalinus haileyburyi (Nayar, 1968)
- Eristalinus hervebazini Kløcker, 1926
- Eristalinus invirgulatus (Keiser, 1958)
- Eristalinus ishigakiensis (Shiraki, 1968)
- Eristalinus japonica van der Goot, 1964
- Eristalinus kyokoae Kimura, 1986
- Eristalinus longicornis (Adams, 1905)
- Eristalinus melanops Karsch, 1887
- Eristalinus modestus (Wiedemann, 1818)
- Eristalinus myiatropinus (Speiser, 1910)
- Eristalinus obliquus Wiedemann, 1824
- Eristalinus quinquelineatus (Fabricius, 1781)[4]
- Eristalinus quinquestriatus (Fabricius, 1794)
- Eristalinus tabanoides (Jaennicke, 1867)
- Eristalinus tarsalis (Macquart, 1855)[4]
- Eristalinus trizonatus (Bigot, 1858)
- Eristalinus velox (Violovitsh, 1966)
- Eristalinus vicarians Bezzi, 1915[5]
- Eristalinus xanthopus Bezzi, 1915[5]

Eristalodes
(13 specie; Ecozone paleartica e afrotropicale, Oriente)
- Eristalinus barclayi Bezzi, 1915[5]
- Eristalinus fuscicornis (Karsch, 1887)
- Eristalinus megacephalus (Rossi, 1794)
- Eristalinus paria (Bigot, 1880)
- Eristalinus plurivittatus Macquart, 1855
- Eristalinus seychellarum Bezzi, 1915[5]
- Eristalinus taeniops (Wiedemann, 1818)

Helophilina
(una specie; Ecozona afrotropicale)
- Eristalinus taeniaticeps Becker, 1922

Merodonoides Curran, 1931
(8 specie; Ecozona afrotropicale, Oriente)
- Eristalinus abdominalis (Hervé-Bazin, 1914)
- Eristalinus caudatus (Doesburg, 1955)
- Eristalinus descendens (Becker, 1909)
- Eristalinus fasciatus (Macquart, 1834)
- Eristalinus gymnops (Bezzi, 1915)
- Eristalinus megametapodus Thompson, 2019[8]
- Eristalinus modestus (Wiedemann, 1818)
- Eristalinus myiatropinus (Speiser, 1910)[9]

## Galleria d'immagini

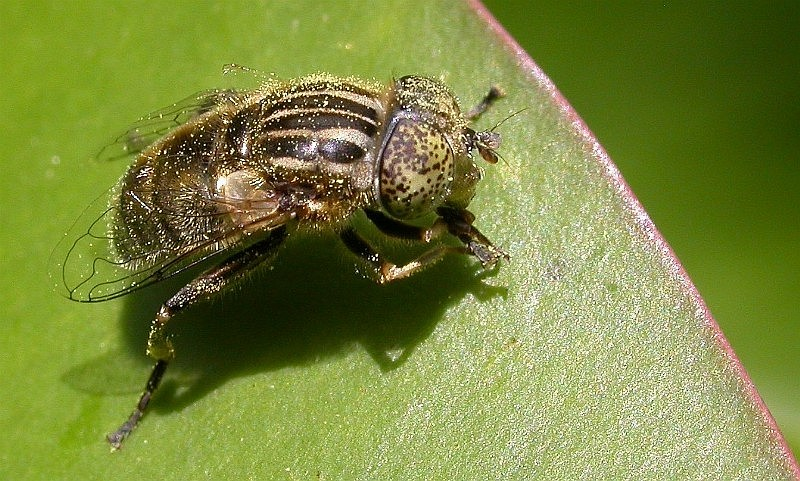
Eristalinus sepulchralis
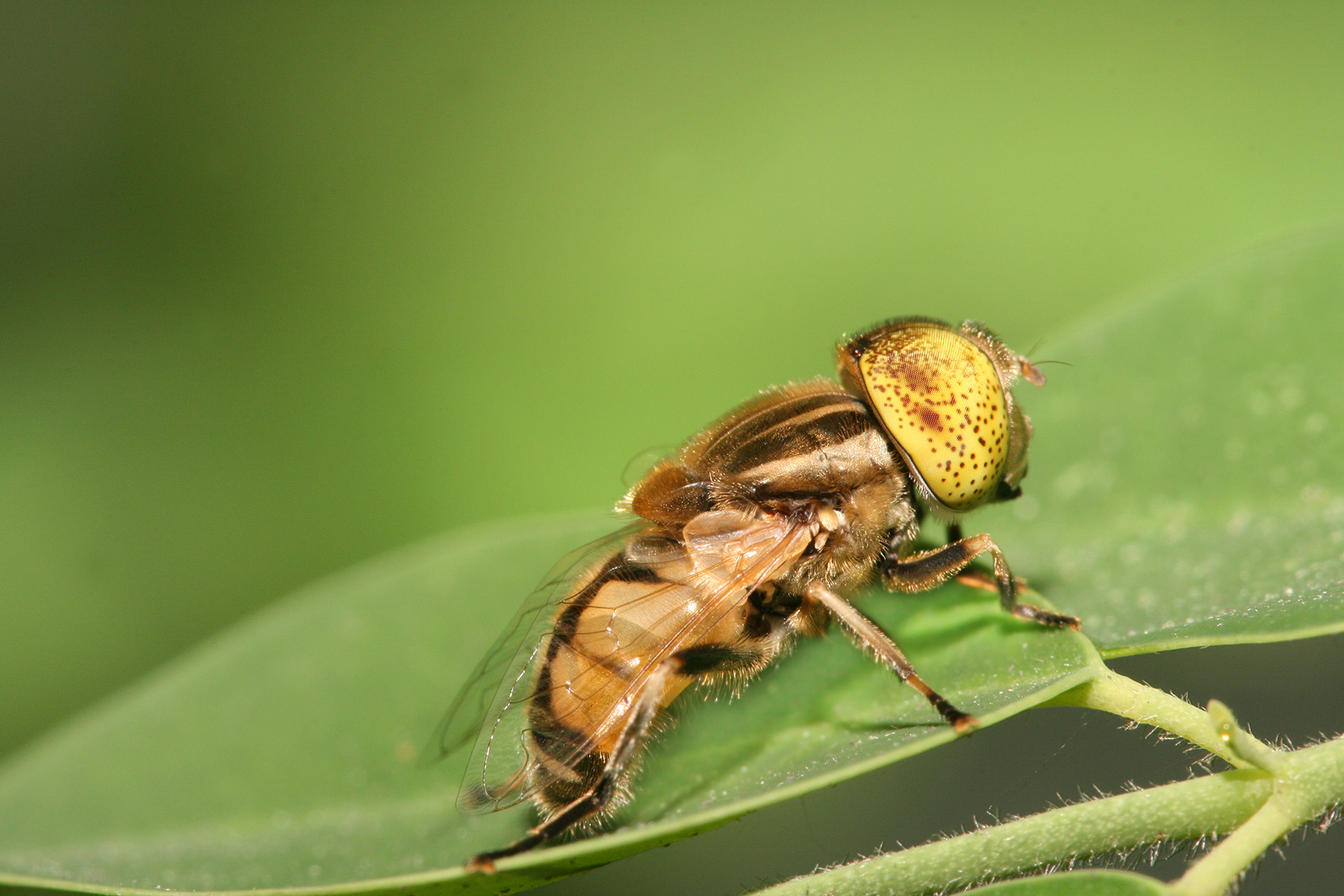
Eristalinus megacephalus
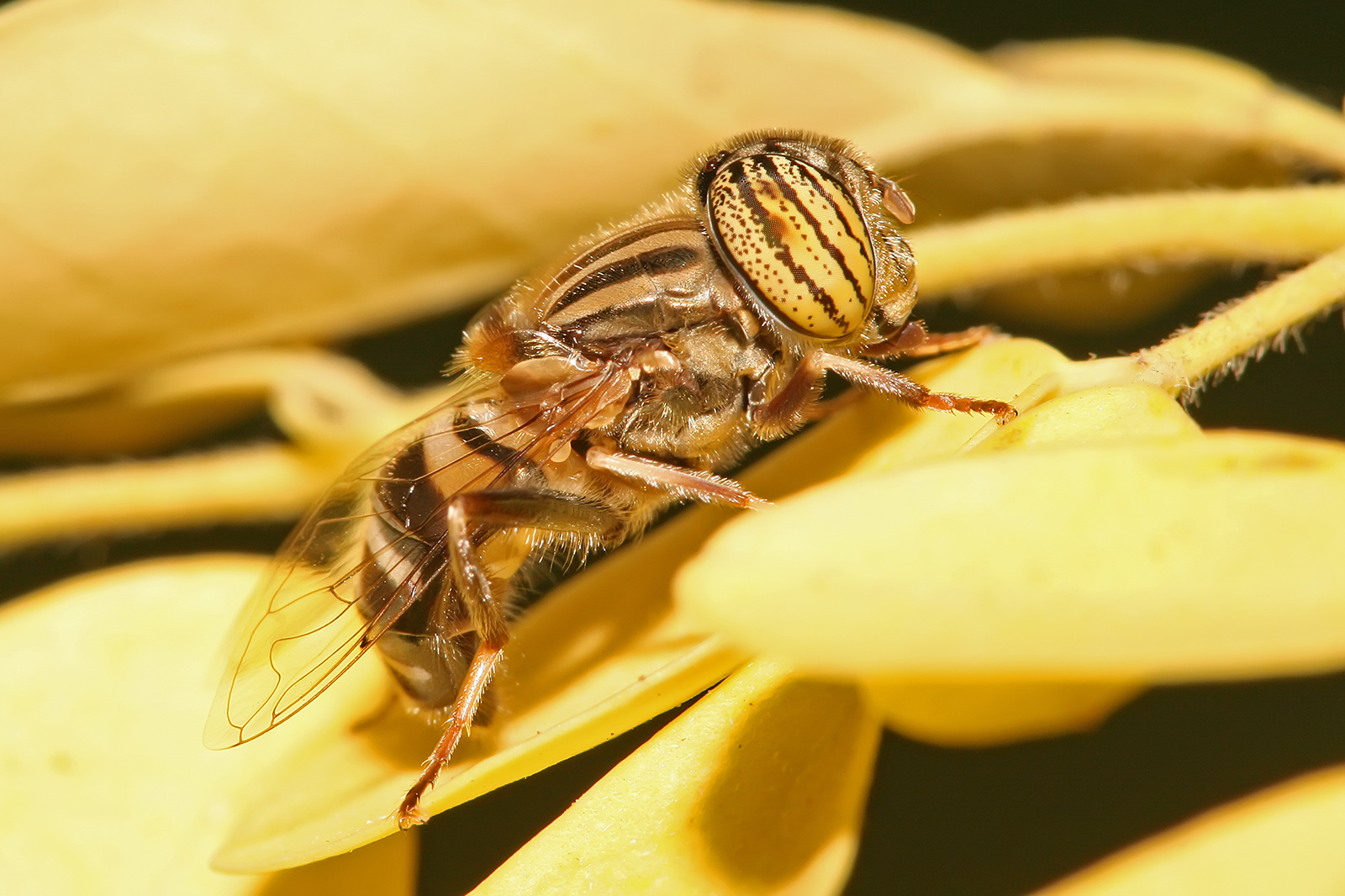
Eristalinus fuscicornis
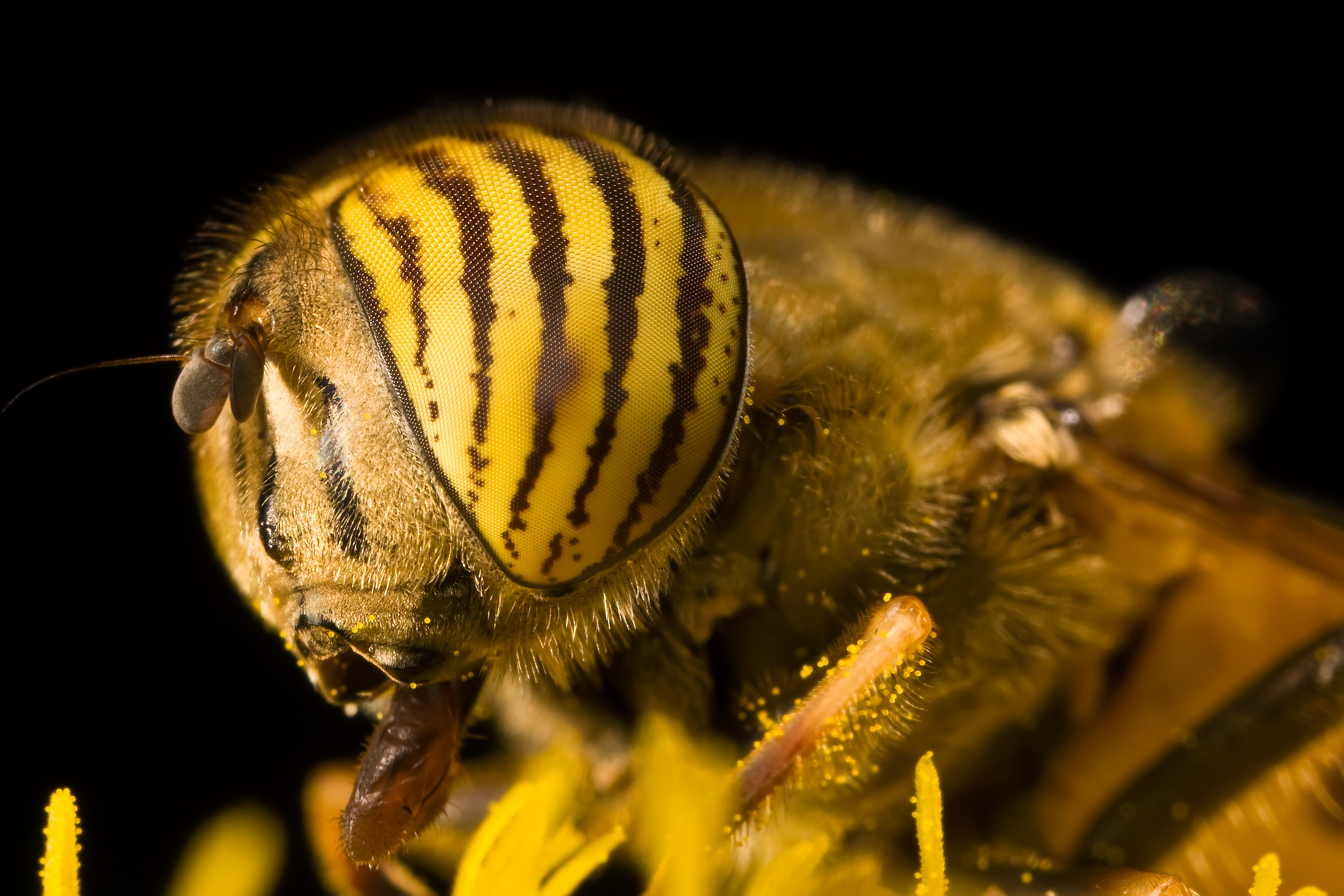
Eristalinus taeniops
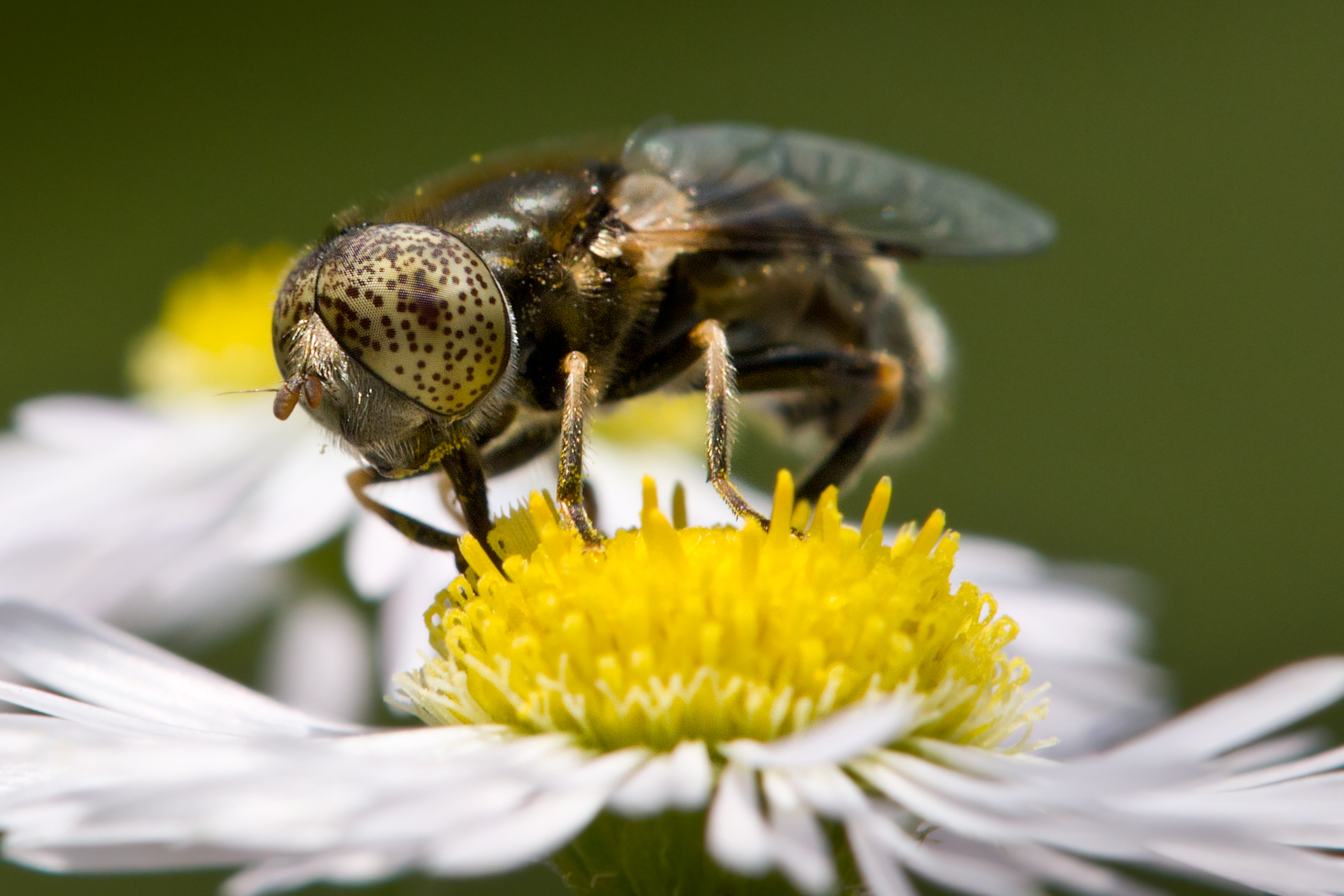
Eristalinus aeneus
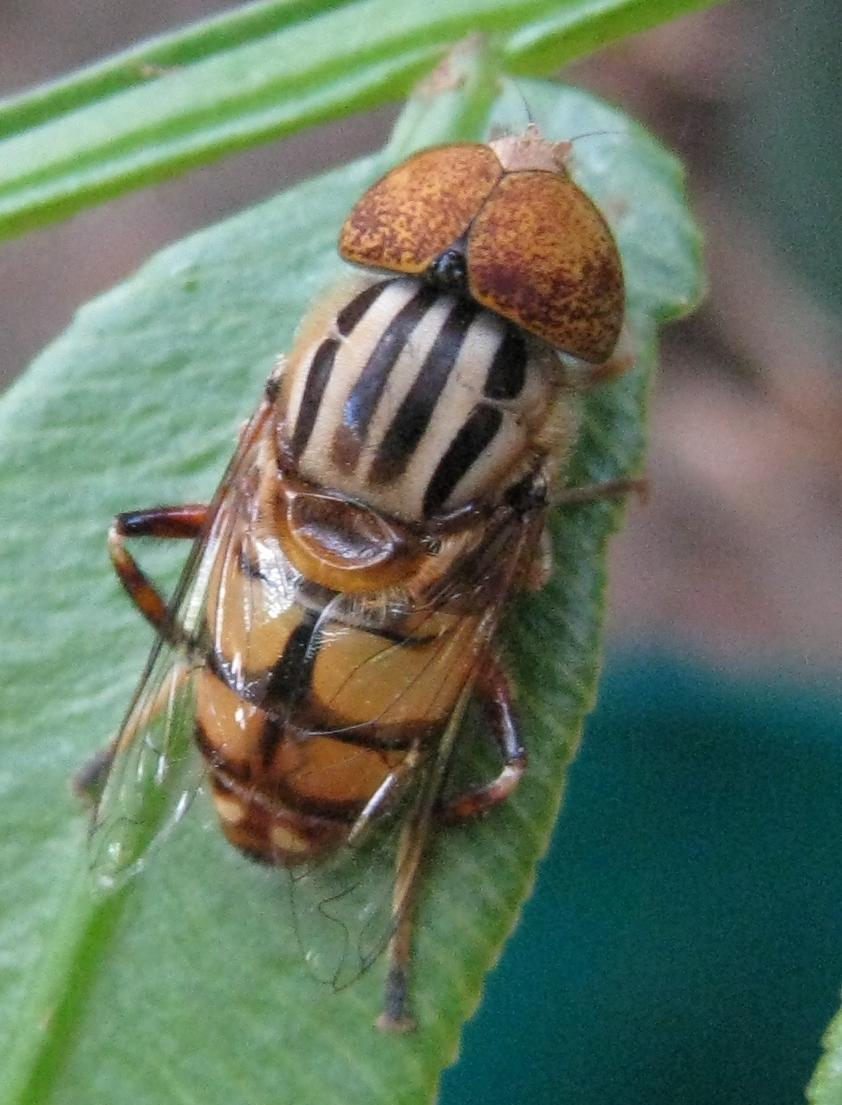
Eristalinus punctulatus
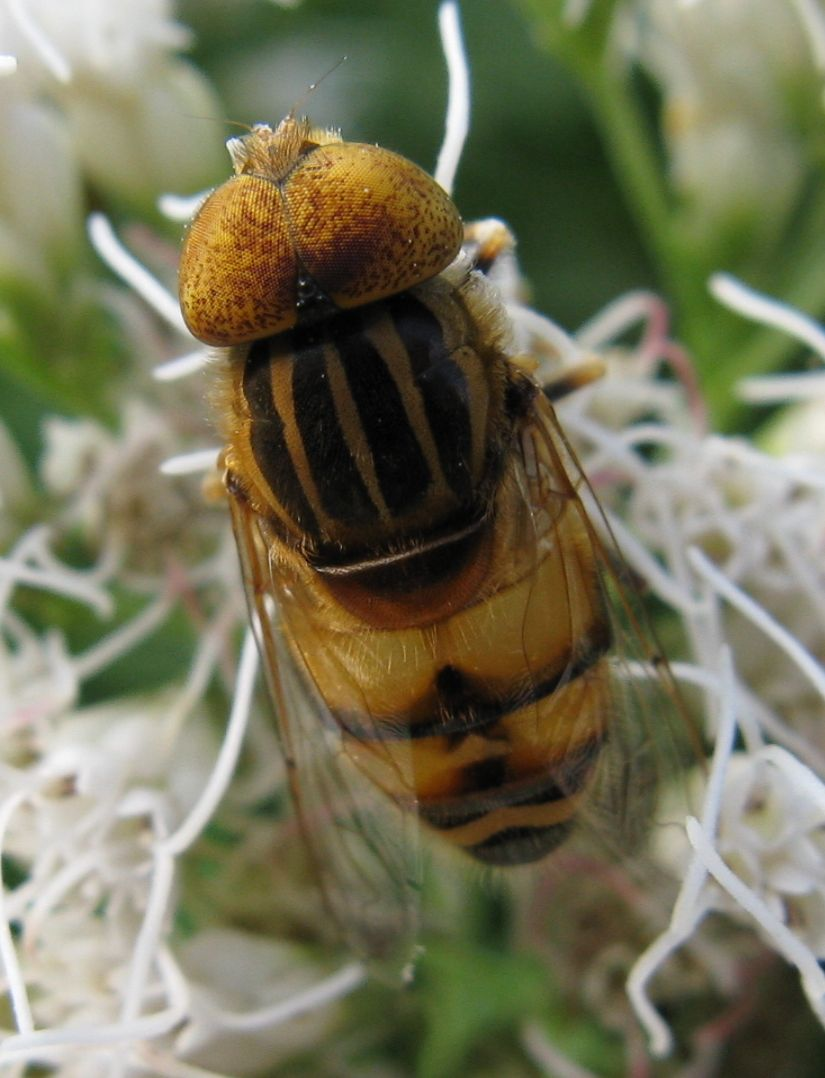
Eristalinus quinquestriatus